# Heinz Letton
Heinz Letton, geboren als Heinz Lewin, (* 22. März 1888 in Wiesbaden; † September 1942 im KZ Auschwitz) war ein deutscher Unterhaltungsmusiker, Komponist und Filmkomponist.

## Leben
Der gebürtige Heinz Lewin, Sohn von Moses/Moshe (1862–1938) und Chaje/Chaya Lewin, erhielt seine künstlerische Ausbildung in Berlin. Anschließend begann er, ab 1915 unterbrochen von seinem Kriegsdienst im Ersten Weltkrieg, seine Tätigkeit als Komponist von Operetten, Balletts, Schlager und Tonfilmmusiken. Die letztgenannte Tätigkeit absolvierte er zumeist unter dem Pseudonym Heinz Letton. Nach der Machtübernahme durch die Nationalsozialisten 1933 floh Letton noch im selben Jahr ins Ausland.
Letton hielt sich 1933 in Prag und London auf, seine Musik zu dem Film Das Geheimnis des blauen Zimmers wurde 1933 auch für die Hollywood-Neuverfilmung Secret of the Blue Room verwendet. Schließlich ließ er sich in Frankreich nieder. Dort wurde Letton nach Beginn des Zweiten Weltkriegs 1939 als feindlicher Ausländer verhaftet. Im Internierungslager Septfonds in Südfrankreich festgehalten, betätigte sich Letton als musikalischer Leiter bei Lageraufführungen der „Groupe 302 de travailleurs étrangers“. Schließlich wurde er auf deutschen Druck hin in das Sammellager Drancy bei Paris verbracht. Von dort deportierten ihn deutsche Stellen nach Auschwitz, wo Lewin vermutlich kurz nach der Ankunft vergast wurde. Am 28. Juni 2019 wurde in seiner Geburtsstadt zu seinem Gedenken ein Stolperstein verlegt.
Letton war mit der von den Nazis im Januar 1942 in Riga ermordeten Ukrainerin Jenni Trabsky (1895–1942) verheiratet und hatte mit ihr einen Sohn, den ebenfalls in Wiesbaden geborenen Ralph Arthur Lewin (1914–1993). Dieser überlebte den Holocaust im britischen Exil, war dort zuletzt als Theaterbetreiber (The Creative Theatre Company Limited) aktiv und starb im Februar 1993 in London.

## Filmografie (komplett)
- 1931: Moritz macht sein Glück
- 1932: Kriminalreporter Holm
- 1932: Das Geheimnis des blauen Zimmers
- 1933: Die Nacht im Forsthaus
- 1933: Záhada modrého pokoje
- 1933: Secret of the Blue Room